# Labeatis Catenae
Le Labeatis Catenae sono una formazione geologica della superficie di Marte.